# الیزابت لارنس
الیزابت لارنس (به انگلیسی: Elizabeth Lawrence) (زاده ۶ سپتامبر ۱۹۲۲-درگذشته ۱۱ ژوئن ۲۰۰۰) بازیگر آمریکایی بود.
از فیلم‌های معروف او می‌توان به بازی در فیلم خوابیدن با دشمن و زن قصاب اشاره کرد.